# San José de Huacasco

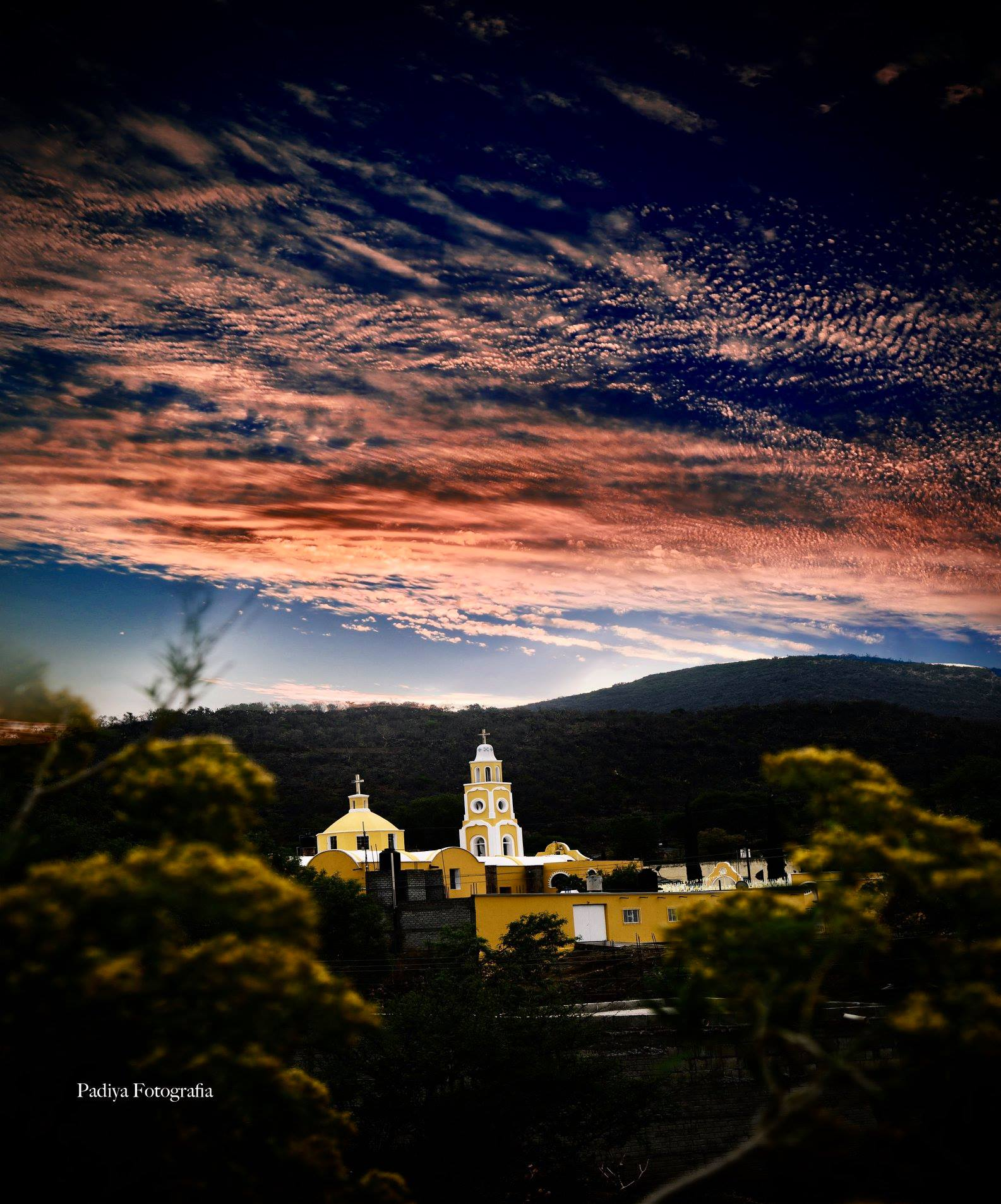
Parroquia de San José y en el fondo el Peñasco Colorado.

 San José de Huacasco es un pueblo, delegación político- administrativa y demarcación territorial ubicada en la porción noreste del municipio de Santa María de los Ángeles, en la Región Norte del Estado de Jalisco.
Se encuentra aproximadamente a 225 kilómetros al norte de la ciudad de Guadalajara por la Carretera Federal 23, a través del entronque con la Carretera Estatal 714 y a 96 kilómetros al suroeste de la ciudad de Zacatecas.
Según el II Conteo de Población y Vivienda de 2005, el municipio tiene 3687 habitantes, los cuales se dedican principalmente al sector primario. Su extensión territorial es de 30 km².

## Toponimia
La palabra Huacasco deriva de dos raíces provenientes de lenguas diferentes ("huacas" adaptación de la palabra española "vacas", palabra derivada del latín "vaccas" y que a su vez proviene del sánscrito "vasas" y el sufijo "co" en náhuatl "lugar" cuyo significado completo sería "Lugar de Vacas".  El nombre San José se debe a que este santo es el patrono de la parroquia del lugar). Aunque pudiera parecer que el nombre tiene un origen prehispánico, en realidad, se trata de un misceláneo, producto del mestizaje mexicano surgido durante el virreinato.

## Historia
Antes de la llegada de los españoles, la zona en la que hoy se encuentra el pueblo de San José de Huacasco se encontraba deshabitado permanentemente, estas tierras eran usadas con fines agropecuarios por los nativos de la localidad de Tlalcosahua. La existencia del pueblo está bien documentada desde el año de 1570, fundándose la encomienda como «San Buenaventura de Guacasco» e inicialmente se conformó como una hacienda y al paso del tiempo, en los alrededores de la casona se fue dibujando un caserío. la hacienda estaba integrada en sus inicios a la «Obra Pía de la Quemada de la Villanueva de los Zacatecas» con sede en la hacienda de «La Quemada», y era la hacienda ubicada más al sur de la Obra Pía. 
El 4 de enero de 1928, la Secretaría de Agricultura y Fomento de esa época, dotó a los huacasquenses de 1,480 HAS. de tierras para ser explotadas con fines agropecuarios, mismas que les fueron expropiadas a los dueños de las haciendas de Huacasco (Juan Zulueta), de El Laurel (María Reveles de Villalpando) y de La Encarnación (Federico Moncada).

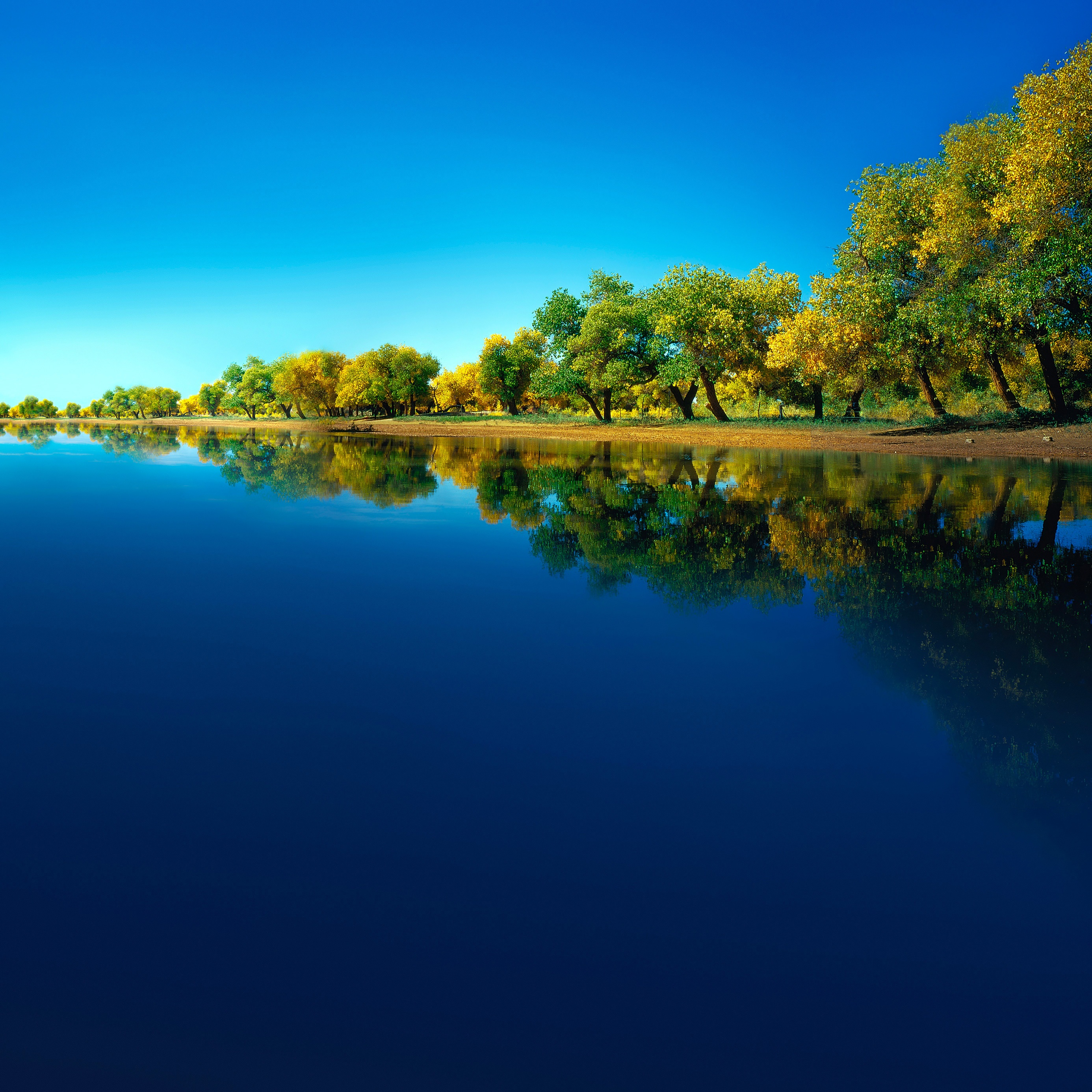
Represa

## Geografía
Está ubicado en la región Norte del Estado de Jalisco, en la porción noreste de esta, muy cerca de los límites con el Estado de Zacatecas. 

## Economía
La economía está basada en un 85% en actividades del sector agropecuario, principalmente ganadería y agricultura.
- Agricultura: De los cultivos locales destacan el maíz, frijol, calabaza y alfalfa. Además de hortalizas y legumbres.
- Ganadería: Se cría ganado bovino, porcino y equino. Además de  aves.
- Comercio: Predominan las tiendas dedicadas a la venta de productos de primera necesidad y los comercios mixtos que venden artículos diversos en pequeña escala.
- Servicios: Se prestan servicios técnicos, comunales, sociales, personales y de mantenimiento.
- Turismo: Construcciones coloniales y religiosas.

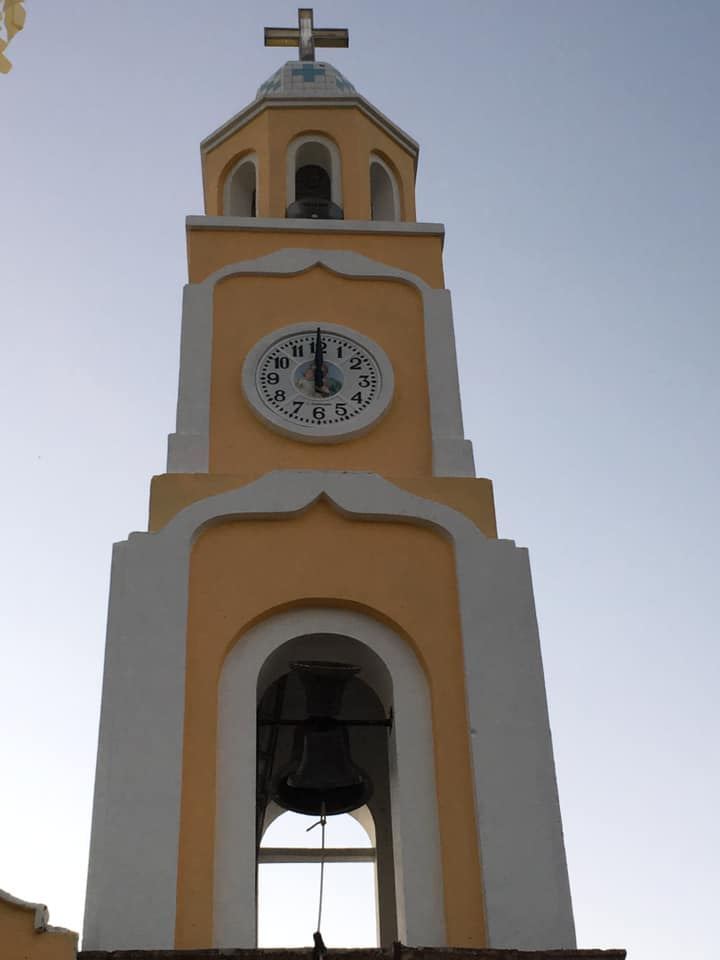
Torre del reloj y campanario principal

## Lugares de interés
- Parroquia de San José
- Actual Santuario de la Purísima Asunción de Huacasco
- Casco y casona de la ex- Hacienda de San Buenaventura de Huacasco
- Las Trojes de la Hacienda
- Antigua capilla de la Purísima Asunción (En ruinas)
- Ermita de Guadalupe
- Acueducto y puente del Arco Sur
- Cortina y "Oreja" de la presa vieja
- Túneles Cristeros del Sur Profundo